# Lepismium lorentzianum

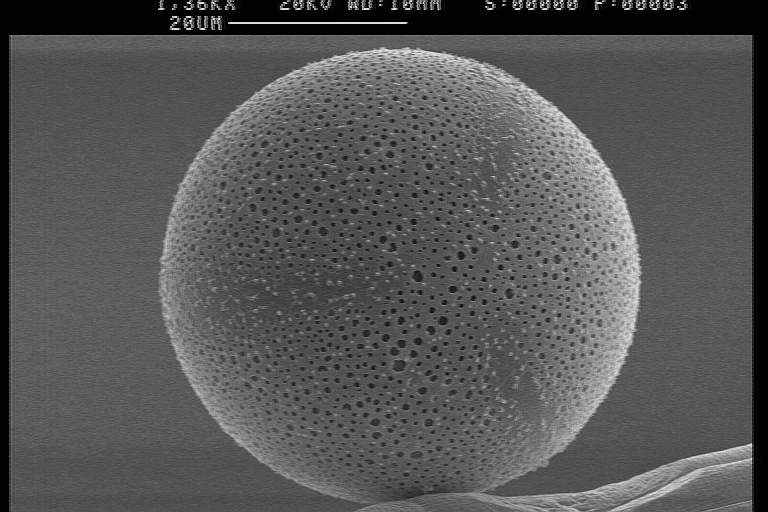
Pollenkorn von Lepismium lorentzianum

Lepismium lorentzianum ist eine Pflanzenart aus der Gattung Lepismium in der Familie der Kakteengewächse (Cactaceae).

## Beschreibung
Lepismium lorentzianum wächst epiphytisch mit reich verzweigten Trieben. Die frischgrünen, abgeflachten oder dreikantigen Triebesegmente sind an ihren Rändern wellig gekerbt und besitzen eine hervorstehende Mittelrippe. Sie sind 10 bis 30 Zentimeter lang und 2 bis 4 Zentimetern breit. Die in den Einkerbungen sitzenden Areolen sind nicht tief eingesenkt. Sie sind mit ein wenig Wolle besetzt und besitzen weder Borsten noch Dornen.
Die einzeln erscheinenden, hängenden, kleinen, gelblich weißen Blüten sind glocken- bis trichterförmig. Ihr glattes Perikarpell ist vierkantig. Die etwas vierkantigen Früchte sind purpurfarben.

## Verbreitung, Systematik und Gefährdung
Lepismium lorentzianum ist im Andenvorland im bolivianischen Departamento Tarija sowie in den argentinischen Provinzen Jujuy, Salta und Tucumán in Höhenlagen 500 bis 2000 Metern verbreitet. Die Erstbeschreibung als Rhipsalis lorentziana erfolgte 1879 durch August Grisebach. Wilhelm Barthlott stellte sie 1987 in die Gattung Lepismium.
In der Roten Liste gefährdeter Arten der IUCN wird die Art als „Least Concern (LC)“, d. h. als nicht gefährdet geführt.

## Nachweise